# Halina Lisicka
Halina Ewa Lisicka (ur. 24 czerwca 1957, zm. 21 listopada 2015) – polska politolog, specjalizująca się w polityce ekologicznej oraz systemach politycznych; nauczycielka akademicka związana z uczelniami we Wrocławiu.

## Życiorys
Urodziła się w 1957 roku. Po ukończeniu kolejno szkoły podstawowej i średniej oraz pomyślnie zdanym egzaminie dojrzałości podjęła studia na kierunku politologia na Uniwersytecie Wrocławskim. Zakończyła je w 1980 roku zdobyciem tytułu zawodowego magistra. Następnie pracowała w Zakładzie Nauk Społecznych Akademii Medycznej we Wrocławiu, początkowo jako asystent stażysta, a od 1984 roku jako starszy asystent. W 1986 roku uzyskała na swojej macierzystej uczelni stopień naukowy doktora nauk humanistycznych. W tym samym też roku została adiunktem w Instytucie Nauk Politycznych Uniwersytetu Wrocławskiego. Stopień naukowy doktora habilitowanego nauk humanistycznych w zakresie nauk o polityce uzyskała w 1998 roku na podstawie pracy pt. Organizacje ekologiczne w polskich systemach politycznych. W latach 1999–2002 pełniła funkcję prodziekana ds. ogólnych i spraw socjalnych studentów Wydziału Nauk Społecznych Uniwersytetu Wrocławskiego. W 1999 roku została powołana na stanowisko profesora nadzwyczajnego.
Była członkiem założycielem ogólnopolskiej organizacji Towarzystwa Naukowego Prawa Ochrony Środowiska i jego skarbnikiem oraz członkiem kolegium redakcyjnego kwartalnika „Ochrona środowiska. Prawo i Polityka”. W latach 2003–2004 współtworzyła Radę Ekspertów Ministra Środowiska. Wykładała także w Katedrze Stosunków Międzynarodowych i Politologii Wyższej Szkoły Zarządzania „Edukacja” we Wrocławiu. Zmarła 21 listopada 2015 roku i została pochowana na wrocławskim Cmentarzu Osobowickim.
Zainteresowania badawcze Haliny Lisieckiej koncentrowały się wokół zadnień związanych z systemem politycznym Rzeczypospolitej Polskiej, polityki ochronnej środowiska, Kościołem katolickim i organizacjami społecznymi. Od 2000 roku była jednym z wykonawców grantu Komitetu Badań Naukowych „Wybory Samorządowe w wybranych gminach obecnego województwa dolnośląskiego”, a w 2001 roku grantu „Wybory samorządowe do rad gmin w 2002 r. w województwie dolnośląskim”. Wypromowała 6 doktorów. Do jej najważniejszych publikacji należą:
- Organizacje ekologiczne w polskich systemach politycznych, Wrocław 1997; współautorka.
- Leksykon ochrony środowiska. Prawo i polityka, Wrocław 1999; współautorka.
- System polityczny RP, Wrocław 2002; współautorka.